# Centroclisis mendosa
Centroclisis mendosa är en insektsart som först beskrevs av Navás 1912.  Centroclisis mendosa ingår i släktet Centroclisis och familjen myrlejonsländor. Inga underarter finns listade i Catalogue of Life.